# لانتانا منفرجة
لانتانا منفرجة (الاسم العلمي: Lantana obtusata) هي نوع نباتي يتبع جنس اللانتانا من فصيلة اللويزية.